# Головко Олександр Миколайович (плавець)
Головко Олександр Миколайович (нар. 26 червня 1972) — український плавець, Майстер спорту України міжнародного класу. Бронзовий призер Літніх Паралімпійських ігор 2012 року.
Займається у секції плавання Харківського обласного центру «Інваспорт».
Користується інвалідним візком.